# Alhoumont
Alhoumont est un hameau de la ville belge d'Houffalize situé en Région wallonne dans la province de Luxembourg.
Avant la fusion des communes de 1977, Alhoumont faisait partie de la commune de Tavigny.

## Situation
Ce hameau se trouve sur un plateau herbager (altitude jusqu'à 460 m) dominant le village de Vissoule et la vallée du ruisseau de Cowan. Houffalize est situé à 4,5 km au nord-ouest du hameau.

## Patrimoine
Alhoumont est une petite localité ardennaise comptant quelques belles fermettes du XVIIIe siècle bâties principalement en pierre du pays (schiste) et souvent chaulées.
À 1 500 m au nord-ouest du hameau, se trouvent les ruines du camp fortifié des Blancs Bois qui aurait été érigé vers l'an 470 avant notre ère.

## Tourisme
Le hameau compte un hôtel-restaurant ainsi que plusieurs gîtes ruraux.

## Personnalité
Charles Minet (1936-1998), homme politique wallon membre du PS, est inhumé à Alhoumont.